# Thaicharmus lowei
Espèce
Thaicharmus lowei est une espèce de scorpions de la famille des Buthidae.

## Distribution
Cette espèce est endémique de Goa en Inde. Elle se rencontre vers Sanguem.

## Description
La femelle holotype mesure 15,80 mm.

## Étymologie
Cette espèce est nommée en l'honneur de Graeme Lowe.

## Publication originale
- Kovařík, Soleglad & Fet, 2007 : « A new species of scorpion in the 'Charmus' group from India (Scorpiones: Buthoidea). » Boletín de la Sociedad Entomológica Aragonesa, no 40, p. 201-209 (texte intégral).